# Famille Ardouin
Pour les articles homonymes, voir Ardouin, Arduin et Hardouin.
La  famille Ardouin (aussi orthographiée Ardoin, Arduin ou Hardouin), dits aussi Arduinides, constitue un lignage d'origine franque.
Roger et son frère Ardouin étaient fils d’un seigneur de Normandie aussi nommé Ardouin. Ces deux frères, cités dans la Chronique Novalaise, ainsi qu'un certain Alineo,, émigrent en Italie vers l’an 888 et deviennent vassaux du comte d’Auriate.
Avec Guillaume Ier de Montferrat et 300 cavaliers, ils accompagnent le duc Guy III de Spolète qui, après la destitution de l'empereur Charles III le Gros en 887 et une tentative sans succès de se faire élire roi de Francie (face à Eudes de Paris), entre en lice avec Bérenger de Frioul pour le titre de roi d'Italie,.
Le fils de Roger, Ardouin le Glabre († vers 977) était l'un des trois nobles à qui le roi Bérenger II donna des margraves nouvellement formés : il eut le margrave de Turin avec les territoires d'Auriate, Turin, Asti, Albenga, Bredulo, Alba et Vintimille.
À la fin de l’année 972, Ardouin le Glabre participe avec son vassal Robaldo, vicomte d'Auriate, les comtes Guillaume et Roubaud de Provence, ainsi qu'avec d'autres seigneurs de Provence comme les seigneurs de Fos, futurs propriétaires du territoire d’Hyères, à l’expulsion des sarrasins du Fraxinetum,.
Adélaïde de Suse, fille et héritière d'Oldéric-Manfred II, épouse Othon, fils du comte Humbert, à l'origine de la maison de Savoie.

## Le comté d'Auriate
Auriate était un comté de l'Italie médiévale situé sur le versant oriental des Alpes occidentales, entre Coni et Saluces. Le comté a existé de la fin du IXe siècle au milieu du Xe siècle. Le nom du comté survit dans celui de la commune de Valloriate.
Le premier comte connu était un certain Rodulf ou Rodolphe, décédé en 902, laissant le comté à un Franc nommé Roger, qui avait été son commandant en second. Entre 940 et 945, le fils et successeur de Roger, Arduin Glaber, chassa les Sarrasins du Val de Suse et annexa cette région à son comté d'Auriate. Arduin était un partisan de Bérenger d'Ivrée dans sa tentative réussie pour la couronne de fer de Couronne de fer de Lombardie en 950. L'année suivante (951), Bérenger acheva une réorganisation de l'ouest de la Lombardie, créant trois nouvelles marches pour mieux défendre la côte des attaques sarrasines : la Marche de Gênes (Ligurie orientale), la Marche de Montferrat (Ligurie occidentale) et la Marche de Turin. Arduin fut créé premier margrave de Turin.
A cette époque, Auriate disparaît des archives en tant qu'entité distincte, mais elle reste le centre de la propriété de la famille Arduinici trois générations plus tard, lorsque Bertha épousa Ottone del Vasto du clan Aleramici. Leurs propriétés communes formèrent le noyau de la Marche postérieure de Saluzzo.

## Origines probables de la famille Ardouin en Francie occidentale

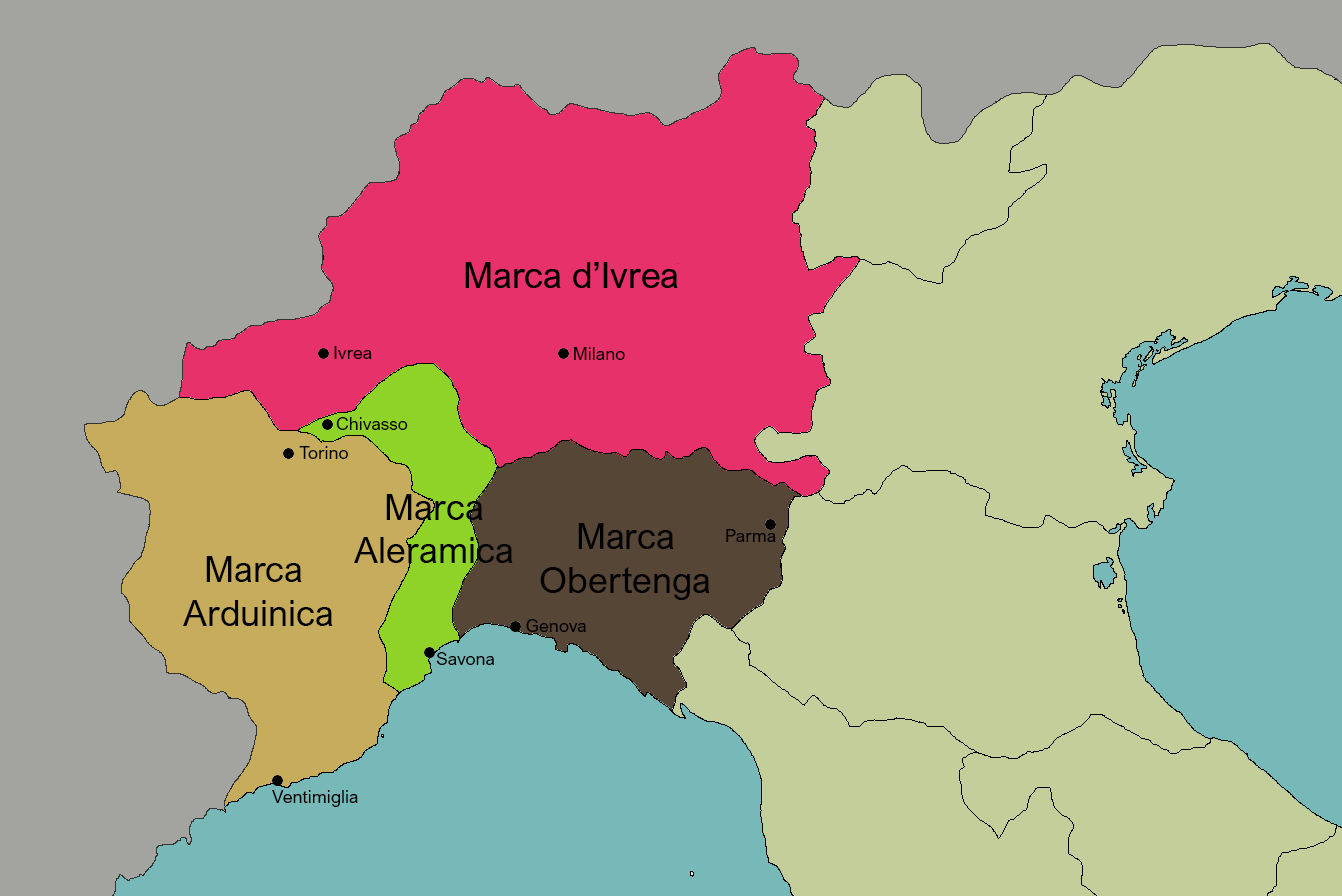
Les Marches italiennes au Xe siècle

- Le premier Ardouin connu est Hardouin d'Hiémois (mort entre 853 et 859)[8], comte en Bourgogne en 853. À la cour de Charles le Chauve, il joue le rôle de missi dominici et doit pacifier la Neustrie, en particulier dans l'Avranchin en 853. Il est marié à Warimburg, que certains généalogistes rattachent à la famille des comtes de Troyes, dont les parents ne sont pas connus. Il a deux enfants :
  - Eudes ou Oddon, qui possédait des biens en Neustrie et en Bourgogne.
    - Ardouin Ier[9]. Après la mort de Carloman II, il va se trouver en butte à l'opposition des enfants de Godefroi ou Gauzfrid, comte du Mans. Ils le dépouillent de ses possessions en Neustrie. Celui-ci se réfugie auprès de sa tante à Ivrée[10],[11]. Il a dû venir en Italie en 888 avec le Duc Guy III de Spolète[12], roi d'Italie en 889, et Anschaire Ier d'Ivrée.
      - Roger, comte d'Auriate, qui suit.
      - Ardouin II. Avec son frere Roger, ils quittent la France pour l'Italie. Le chroniqueur de Novalaise a précisé qu'ils avaient quitté des montagnes stériles et étaient alors dénués de tout mais accompagnés de leur vassal Alineus ou Alineo[3],[5]. Pour cette même chronique, ils seraient devenus les vassaux de Rodolphe, comte d'Auriate[13]. Pour sa part, Georges de Manteyer les fait venir d'Auvergne au moment où Louis III l'Aveugle vient en Italie à l'appel des féodaux, en 900. Il remarque qu'Engelberge est la sœur de Louis l'Aveugle et la femme de Guillaume d'Aquitaine qui est comte d'Auvergne et comte de Mâcon[2].

  - Ansgarde[14], (morte le 2 novembre 882) qui a épousé Louis le Bègue[15]. Louis le Bègue avait connu Ansgarde en Bretagne quand il s'y réfugia après s'être révolté contre son père. Il l'avait épousé en 862 sans l'accord de son père. Pour certains historiens cela faisait d'Ansgarde une concubine. Il répudie son épouse en 875 pour se marier avec la noble Adélaïde de Frioul, fille du comte Adalhard de Paris. Mais il se heurte en 878 au refus du pape Jean VIII qui refuse de ratifier ce divorce au concile de Troyes et de couronner Adélaïde comme reine de Francie occidentale. Ansgarde avait eu avec Louis le Bègue deux fils et trois filles. Après le refus du pape d'accepter le divorce, elle se bat contre le mariage avec Adélaïde qu'elle traite d'adultère. Elle s'est d'abord retirée à l'abbaye de Chelles près de Paris, puis selon la légende, à Ivrée où elle a été enterrée en 889 dans l'église paroissiale de Settimo Vittone. À la mort de Louis le Bègue en 879, elle obtient que ses deux fils soient désignés rois des Francs occidentaux grâce à l'appui de l'archevêque Hincmar de Reims. Cependant Adélaïde attendant un enfant au moment de la mort de Louis le Bègue, celui-ci pouvait perturber la transmission de la couronne de Francie occidentale. Cependant les deux fils d'Ansgarde étant morts jeunes et sans descendance, c'est le fils d'Adélaïde, Charles III le Simple qui est devenu roi après la mort de Carloman II.
    - Louis III (vers 863/865-882)
    - Carloman II (vers 867-884).
    - Gisèle, mariée à Robert, comte palatin de Troyes
    - Hildegarde, femme de Ramnulf II d'Aquitaine (mort en 890)
    - Ermentrude
      - Cunégonde de France a fait trois mariages, le premier en 909 avec Wigeric de Methingau dont elle eut Giselbert de Methigau, comte d'Ardenne, puis, vers 920, avec Ricuin de Verdun, sans descendance, et avec un dernier mariage :
        - Siegfroid ou Siegfried, comte de Luxembourg (mort le 15 août 998)

## La famille Ardouin au Piémont
- Roger, comte d'Auriate (Auriate (en)[16]). Son histoire est tirée de la Chronique de l'abbaye de la Novalaise. Cette chronique raconte que les deux frères arrivés en Piémont après leurs revers de fortune en Francie occidentale se sont arrêtés à la cour du comte d'Auriate, Rodolphe[17]. Le comte les pris d'amitié, et ne pouvant se rendre à Pavie à une réunion des grands d'Italie convoqués par le roi d'Italie au début du Xe siècle, il y envoie Roger pour le représenter. Rodolphe satisfait du rôle joué par Roger à ce plaid lui aurait déclaré : Après ma mort, tu seras le seigneur de cette terre. Il le renvoya alors auprès de l'empereur dont il gagna la confiance. Après la mort de Rodolphe, vers 905, il obtint l'investiture du comte d'Auriate par l'empereur. Il se maria avec la veuve de Rodolphe dont il eut deux fils :
  - Roger (mort le 13 novembre 950)
    - Guntilda d'Auriate[18] (morte après le 3 septembre 962). Elle a été mariée d'abord avec Maginfredo de Mosezzo, comte de Lovello, puis avec Amédée d'Ivrée, fils d'Anschaire d'Ivrée (tué en 940/941), marquis et duc de Spolète, frère de Bérenger II.

  - Ardouin III le Glabre ou le Chauve[19], marquis et comte de Turin. Il a succédé après 935 comme comte d'Auriate. Il chasse les Sarrasins de la vallée de Suse et conquiert Turin où il établit sa résidence. Il est nommé en 941 régent de la marche de Turin par le roi d'Italie Hugo. Il conquiert ensuite Albenga, Alba et Vintimille. Il est désigné comme marquis de Turin en 962. Dans une charte datant de 1041, il est indiqué qu'il a pris les villes de Tende, La Brigue et Saorge auxquelles il accorde des droits (charte cosignée par les comtes de Vintimille Conrad et Othon). Avec Alineo[2],[20],  Guillaume Ier, comte de Provence, son frère Rotboald Ier, il a participé à la prise de Fraxinetum après la bataille de Tourtour en 973 où se trouvait un fort servant d'abri aux Sarrasins  et de base pour piller les pays environnants jusqu'à Saint-Jean-de-Maurienne et Suse. Il est mort après le 4 février 976.Il eut cinq fils dont deux sont morts avant lui et trois filles :
    - Manfred ou Mainfroid Ier[21] marié à Prangarda de Canossa (morte avant 8 mars 991), fille d'Adalbert Atto (it), premier comte de Canossa[22]. Il succède en 977 comme marquis de Turin, comte d'Auriate. Il est décédé vers 1000. Ces territoires vont des Alpes à la vallée du Pô et la côte ligure. Il contrôle la route allant de Gênes à Marseille.
      - Mandred Olderic[23] (992-1034), marquis de Suze et de Turin, qui a épousé Berthe de la famille Obertenghi[24], (vers 997-1037/1040), fille d'Aubert, comte d'Este
        - Adélaïde de Suse (Turin, 1020- Canischio in Canavese, 27 décembre 1091). Elle succède à son père en 1034 comme marquise de Suse, héritière de Auriate, Turin, Ivrée et Aoste. (1) mariée à Hermann IV, duc de Souabe, beau-fils de l'empereur Conrad II, puis à Henri, marquis de Montferrat, et enfin à Othon/Oddon de Maurienne[25], comte en Maurienne à la mort de son frère Amédée Ier en 1051. Othon/Oddon prend le titre de marquis de Suse par les droits de sa femme dont les territoires vont des Alpes à la vallée du Pô avec Auriate, Turin, Ivrée et Aoste, jusqu'à la côté méditerranéenne entre Vintimille et Albenga.
          - Pierre (vers 1047/1049-tué le 9 août 1078), reçoit les terres italiennes et le titre marquisal, trop jeune il est placé sous la régence de sa mère jusqu'en 1064.
          - Amédée II de Savoie, reçoit les terres en royaume de Bourgogne et le titre comtal.
          - Berthe (1051-1087), épouse en 1066 Henri de Franconie, futur empereur Henri IV, élu en 1084.
          - Adélaïde (1052-1079), épouse en 1067 de Rodolphe de Rheinfeld-Souabe, duc de Souabe (1057-1079), et futur antiroi des Romains (1077-1080).
          - Othon/Oddon († v. 1088), évêque d'Asti.

        - Ermangarde de Suze (décédée le 19 janvier 1078), mariée d'abord à Othon de Schweinfurt, puis à Ekbert de Braunschweig, margrave de Meissen.
        - Berthe de Suze (décédée après le 22 avril 1065), mariée à Othon de Savone[26], dit aussi Thète (décédé avant le 31 août 1064), marquis de Ligurie occidentale vers 927, fils d'Anselme II, comte de Tortone, de la maison Alérame. Ils ont six enfants, dont Boniface del Vasto qui a donné les branches de Saluces, de Ceva, de Savone et de Busca. La nièce de Boniface del Vasto, Adélaïde del Vasto a été marié au roi de Sicile, Roger II de Sicile.

    - une fille de nom inconnu, peut-être Ichilda, mariée à Dadon[27],[28]( -998), comte de Pombia, qui comprenait la ville de Novarre.
      - Amédée II, comte de Pombio, en 997.
      - Gualperto,
      - Guiberto,
      - Ardouin, marquis d'Ivrée, il s'empare du titre de roi d'Italie en 1002 avant de se battre contre l'empereur Henri II. Il est marié avant 1000 à Berthe d'Este [29] Il meurt le 15 décembre 1015 à l'abbaye de Fruttuaria où il s'est retiré :
      - Perinthia ou Perinza[30], mariée en 959 à Robert, fils de Vibo, d'origine Souabe, d'abord chevalier vassal de Bérenger II, il devint comte de Volpiano (d'après la Vita domni Willelmi abbatis de Raoul Glaber) :
        - Guillaume de Volpiano est né en juin ou juillet 962 au château San Giulio sur le lac d'Orta, où s'était aussi réfugiée la femme de Bérenger II, Wila III (912-970), pendant le siège mené par l'empereur Othon Ier
        - Geoffroy
        - Nithard
        - Robert. Les trois noms des frères de Guillaume figurent sur l'acte de fondation du monastère qui est devenu l'abbaye de Fruttuaria.

    - Richilde (décédée en 989), mariée à Conrad Cono[31], marquis d'Ivrée, fils de Bérenger II et de Wila III d'Arles fille de Boson d'Arles.
    - Anselde ou Alsinda, mariée à Giselbert[32], comte palatin de Bergame :
      - Richilde de Bergame épouse en 1015 Boniface III, marquis de Toscane. Après sa mort, ce dernier a épousé en 1037 Béatrice, fille de Frédéric II, duc de Haute-Lotharingie et comte de Bar.
        - Mathilde de Canossa, comtesse de Toscane, fille de Boniface III et de Béatrice de Bar.

    - Othon (mort un 19 janvier après 998)
      - Ardouin (mort après 1014), marquis
      - Boson
      - Wido (mort avant 1040)[33], marquis
        - Odalric (mort après le 20 octobre 1040), marquis de Romagne, marié à Giulitta
          - Béatrice de Romagne, mariée à Oberto[34], comte de Vado.
            - Adalberto, prévôt de la cathédrale de Tortone en 1065, évêque d'Acqui en 1079
            - Guido (mort avant 1106), marquis

        - Wido (mort en 1082), marquis de Romagne.

## Chateaux

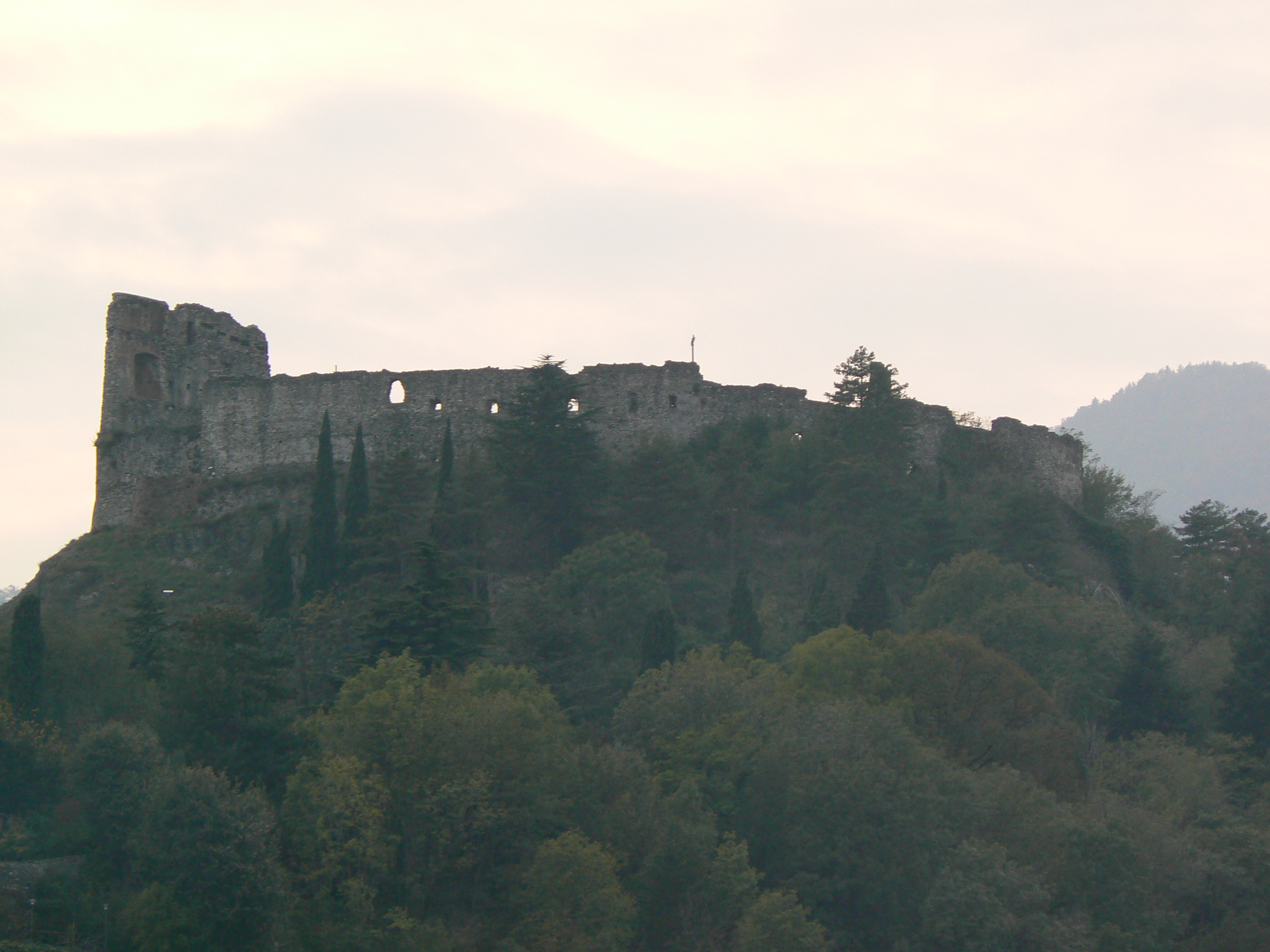
Castello Avigliana d'Arduin le Glabre.
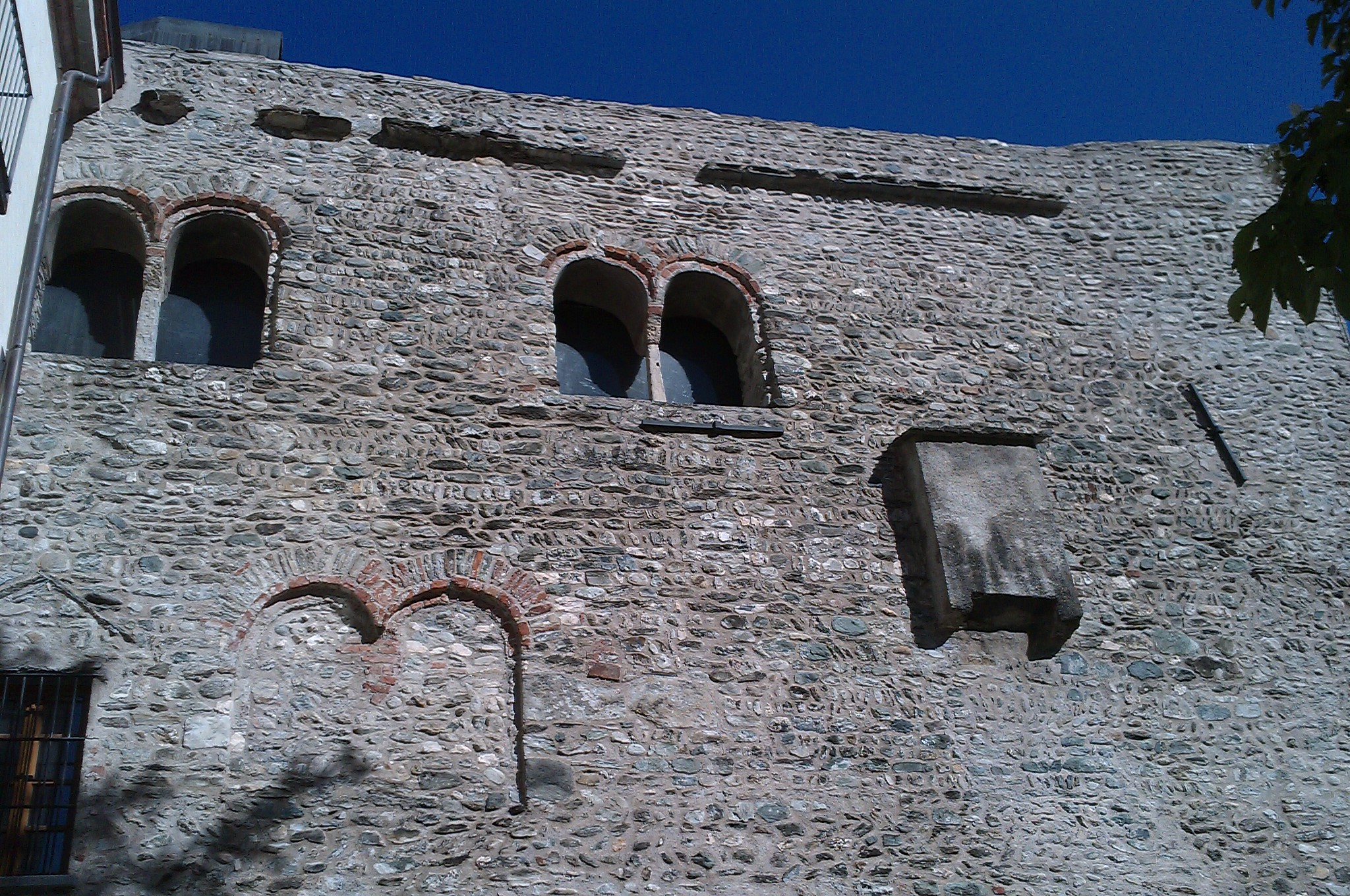
Château de la comtesse Adelaïde.

## Alliances
Les Ardouin se sont alliés aux : Carolingiens, Saliens, Ivrée, Canossa, Obertenghi, Babenberg, de Souabe, de Maurienne, de Pombia, d'Arles, d'Auriate, de Savoie, Alérame, de Troyes.

## Pour approfondir